# Darbelūnd
Darbelūnd (persiska: دربلوند, Darb-e Lūn) är en ort i Iran.   Den ligger i provinsen Khorasan, i den östra delen av landet, 900 km öster om huvudstaden Teheran. Darbelūnd ligger 1 474 meter över havet och antalet invånare är 153.
Terrängen runt Darbelūnd är huvudsakligen kuperad, men österut är den bergig. Runt Darbelūnd är det glesbefolkat, med 12 invånare per kvadratkilometer. Närmaste större samhälle är Mākhūnīk, 13,9 km väster om Darbelūnd. Trakten runt Darbelūnd är ofruktbar med lite eller ingen växtlighet.